# Quebec North Shore and Labrador Railway

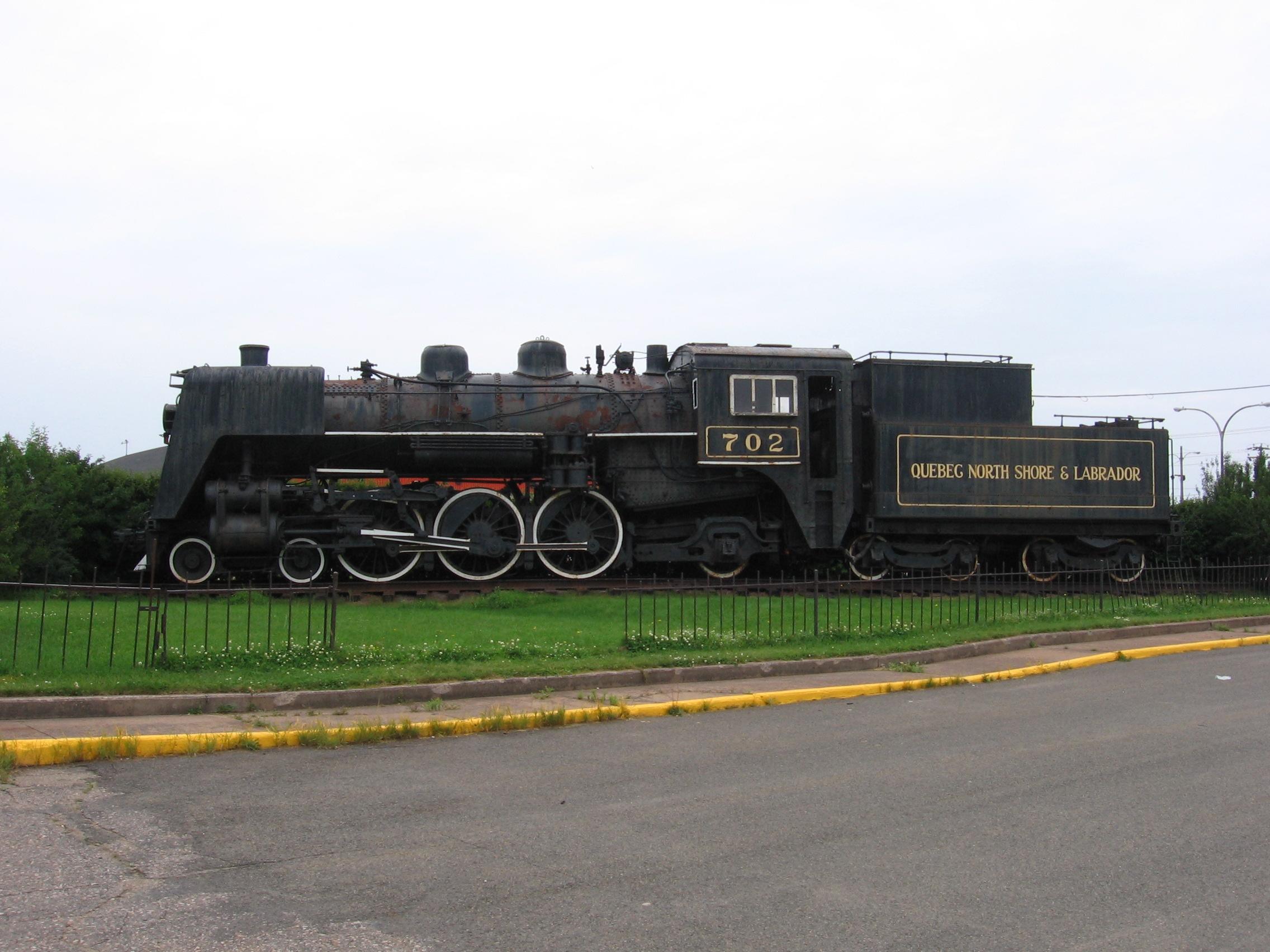
Lokomotive der QNS&L

Die Quebec North Shore and Labrador Railway (QNSL, französisch: Chemin de fer QNS&L) ist eine kanadische Eisenbahngesellschaft, deren 420 km lange Strecke sich im Nordosten Québecs und im Westen Labradors befindet. Sie verbindet Labrador City und Wabush über unbesiedeltes Gebiet mit der Hafenstadt Sept-Îles am Sankt-Lorenz-Strom. Die QNSL befindet sich im Eigentum der Iron Ore Company of Canada (IOC). Zusammen mit der Strecke der Tshiuetin Rail Transportation, der Chemin de fer Arnaud (CFA), der Wabush Lake Railway und der Bloom Lake Railway bildet sie ein isoliertes Streckennetz mit keinerlei Verbindung zum nordamerikanischen Schienennetz.

## Geschichte
Die Bahnstrecke wurde zwischen 1951 und 1954 gebaut und verband ursprünglich Sept-Îles mit dem 578 km entfernten Schefferville in der Provinz Québec. 1958 wurde die Wabush-Erzlagerstätte im Grenzgebiet zwischen Québec und Labrador bei Labrador City von der IOC und der Wabush Mining Company erschlossen. Daraufhin baute die QNSL eine 58 km lange Zweigstrecke westlich der Hauptlinie, um die Minen bedienen zu können. Der Zugbetrieb wurde dort 1960 aufgenommen. Zur selben Zeit baute die Wabush Mining Co. die relativ kurze Wabush Lake Railway von ihren Minen in Labrador City zur QNSL-Zweigstrecke in Wabush.
In den 1980er Jahren waren die Eisenerzvorkommen in Schefferville ausgebeutet, so dass die meisten Bewohner nach Labrador City zogen. Dennoch hielt die QNSL einen subventionierten Reisezug- und Güterverkehr nördlich des Abzweigs nach Labrador City aufrecht, um die indigenen Gemeinschaften an der Strecke zu versorgen. Die als Menihek Subdivision bezeichnete Strecke wurde von der Gesellschaft bis zum 1. Dezember 2005 betrieben, als sie an die Tshiuetin Rail Transportation verkauft wurde. Auf den verbliebenen Abschnitten Northernland Subdivision und Wacouna Subdivision werden weiterhin Güter transportiert, darunter Autos für die Angestellten, verschiedene Bergbauprodukte, große Ausrüstungsteile und der alltägliche Konsumbedarf für Labrador City und die Gleisbaulager entlang der Strecke.
2010 eröffneten die Consolidated Thompson Iron Mines westlich von Labrador City die Bloom Lake Mine. Dabei wurde mit dem Unternehmen Genesee and Wyoming ein Vertrag geschlossen, mit der Bloom Lake Railway Eisenerz von der Mine zur Wabush Lake Railway zu transportieren. Die Wabush Lake Railway übernimmt ihrerseits die Züge der Bloom Lake Railway und transportiert sie zum Wabush Junction, wo über die QNSL der Weitertransport nach Süden und Arnaud Junction über die CFA zur Verschiffung nach Point-Noire erfolgt.